# Barreto Cardoso
Domingos Paes Barreto Cardoso (São Miguel dos Campos, 8 de setembro de 1888 — Maceió, 23 de fevereiro de 1960) foi um poeta, jornalista e advogado alagoano.

## Formação
Formou-se em Direito na Faculdade de Direito do Recife em 1910.

## Atuação profissional
- Diretor da Instrução Pública em Maceió;
- Juiz Municipal em Maceió;
- Juiz de Direito em Murici;
- Juiz de Direito em São Luís do Quitunde;
- Desembargador da Corte de Apelação de Alagoas;
- Secretário da Fazenda de Alagoas.
- Vice-presidente (1943-1951)[3] e presidente (1955-1957)[4] do Tribunal de Justiça de Alagoas.

### Jornalista
Atuou como redator no jornal O Gutemberg e nas revistas Exedra e Renascença

## Atuação cultural
- Membro do Instituto Histórico e Geográfico de Alagoas;
- Fundador da Academia Alagoana de Letras.[2] [nota 4][5]